# Schalbruch
Schalbruch is een plaats in de Duitse gemeente Selfkant in de deelstaat Noordrijn-Westfalen. Het is een zogenaamd straatdorp en ligt in het noordelijke deel van de gemeente Selfkant aan de Nederlands-Duitse grens. Vlakbij ligt het natuurgebied Hohbruch.

## Geschiedenis
De eerste naamsvermelding, Schaltbroich, dateert uit 1558. De betekenis van de naam is vermoedelijk "broek waar bast geschild werd" (voor de leerlooierij). Schaltbruch hoorde tot het Hertogdom Gulik. Het aangrenzende moerasbos was de grens tussen de heerlijkheden Valkenburg en Millen. In 1828 had Schalbruch 320 inwoners en behoorde tot de gemeente Havert. Van 23 april 1949 tot 31 juli 1963 viel de Selfkant en daarmee ook Schalbruch onder Nederlands bestuur. 

## Bezienswaardigheden
- Sint-Barbarakapel, van 1880, aan de Hochstrasse, met glas-in-loodvensters
- Sint-Petrus- en Pauluskerk (Sankt Peter und Paul)
- Gedenkteken voor de gesneuvelde en vermiste soldaten
- Westzipfelschule, schoolgebouw van omstreeks 1900

## Natuur en landschap
Schalbruch ligt op een hoogte van ongeveer 38 meter. Ten noorden van Schalbruch ligt de steilrand naar het hoogterras van de Maas, met een bosgebied aansluitend aan het Nederlandse natuurgebied Het Haeselaar, Bos en Broek en De Kuyper. Naar het westen toe is er -deels ontgonnen moerasland (Hohbruch).

## Nabijgelegen kernen
Havert, Isenbruch, Höngen, Susteren, Koningsbosch